# Bussana Vecchia
Bussana Vecchia is een plaats (frazione) in de Italiaanse gemeente Sanremo. In 1887 veranderde de stad, toen nog bekend als Bussana, in een spookstad als gevolg van de aardbeving in de Golf van Genua. Deze aardbeving veroorzaakte veel schade in het getroffen gebied, naast ruim 600 doden en ruim 30.000 daklozen. Bussana raakte dusdanig beschadigd dat verplichte evacuatie noodzakelijk bleek. In de jaren 60 van de 20e eeuw ontdekten kunstenaars het dorp en raakte het in trek bij deze kunstenaars. Het plaatsje werd gerenoveerd door (inter)nationale kunstenaars. Minder ernstig beschadigde gebouwen werden weer door hun bewoond en er ontstond een gemeenschap van kunstenaars uit binnen en buitenland. Er ontstonden ambachtelijke winkels en verkreeg het dorpje de traditionele dennenappel vorm van een middeleeuws dorp, met relatief veel groen. Het groen wordt gevormd door mediterraan struikgewas, kastanjebomen en zeedennen. Recentelijk is het echter in gebruik geweest als industriegebied en dan voornamelijk gebruikt voor bloementeelt.
De stad lijkt gesticht in de Romeinse tijd onder de naam Armedina of Armedana. Pas in de 7e eeuw is er bewijs van stabiele bewoning. De bewoners verhuisden naar het onderliggende Armea vallei na de Lombardische invasies. Echter na de aanhoudende Saraceense invasies in de 10e eeuw werd men weer gedwongen naar het hoger gelegen Bussana. Dit gebied was door zijn ligging eenvoudiger te verdedigen. Op dat moment beginnen de bewoners ook met de bouw van enkele verdedigingswerken.